# 东风-16中程弹道导弹

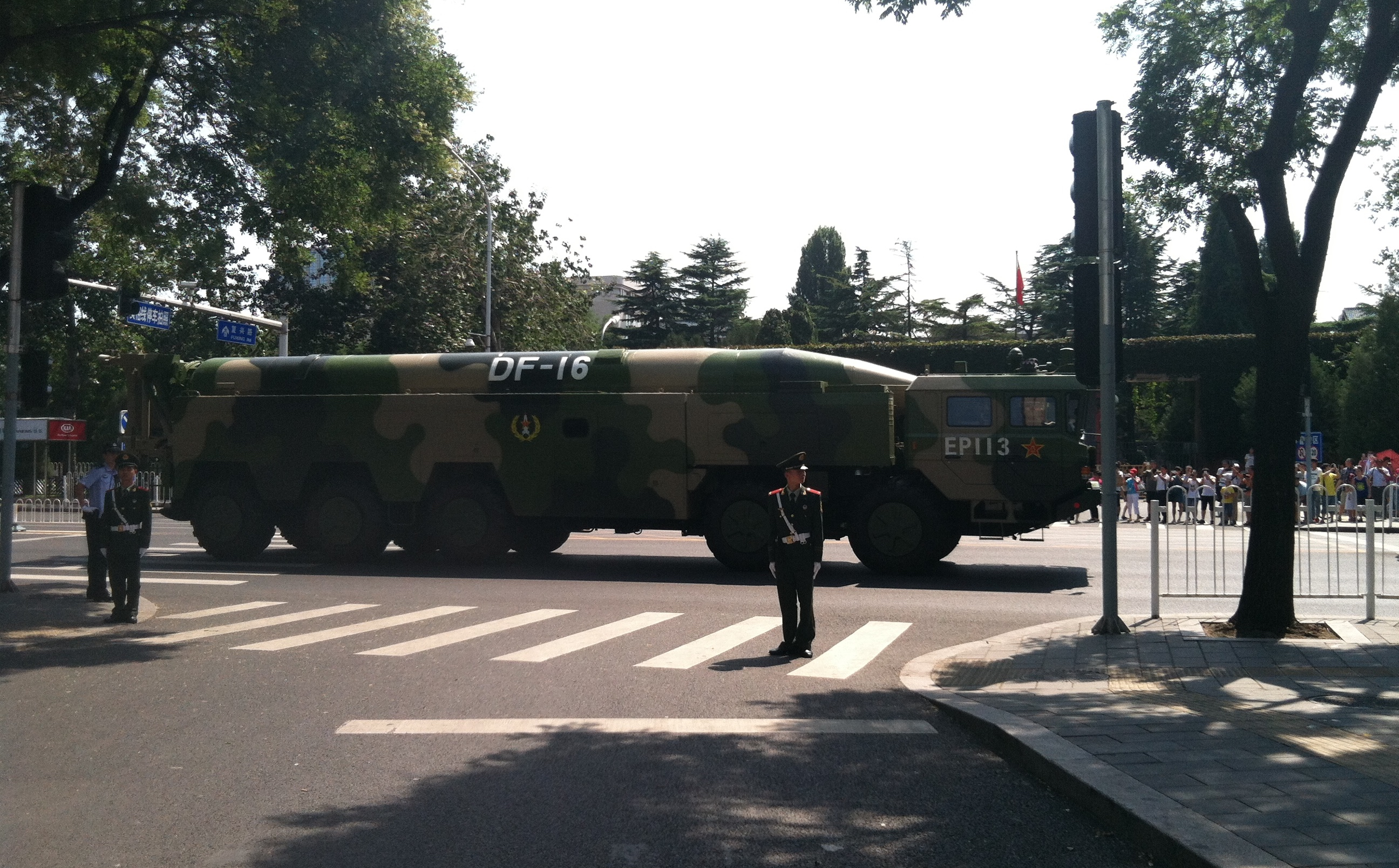
DF-16弹道导弹参加纪念二战胜利70周年阅兵式（2015年9月3日）

东风-16型弹道导弹（DF-16）为中华人民共和国开发的机动式中程弹道导弹也可作為短程導彈使用，是中国人民解放军采用固體燃料推进且可机动发射的导弹，目標為取代較老式的東風-11、東風-15，其射程更远（800-1000公里），其製造年份於2010年後採用較新的科技，例如全數位化控制和一些突防飛彈防禦網的技術，與解放軍早期的傳統類比式導彈有較大內涵上的不同。 该导弹2011年即开始部署。2016年南海爭端白熱化後，東風16首次亮相證實已經量產並大規模部屬南部戰區。绰号“冲绳快递”，射程亦能覆蓋南海島礁。
根據央視透漏定位為戰術戰役級武器，擁有突防飛彈防禦能力，末段彈頭散開後會放出大量誘餌信標，讓防禦方雷達很難解算。中國傳媒稱傳統攻擊時能改裝填末敏子母彈頭，其散出的大批子彈頭個別又有導航飛行能力，或是改裝填鑽地彈頭炸毀地堡和飛機堡。全數位化發射系統加上本身為固體火箭，使得發射準備時間很短，短時間就能發起突襲進攻，但這些均未經證實。外國媒體相信其有潛在搭載小型核武或生化武器的能力。
该导弹在中国2015年纪念二战胜利70周年阅兵式向公众展示。